# 패킷 교환

네트워크를 가로지르는 데이터 패킷 교환을 보여주는 애니메이션.

패킷 교환(Packet switching)은 컴퓨터 네트워크와 통신의 방식 중 하나로 현재 가장 많은 사람들이 사용하는 통신 방식이다. 작은 블록의 패킷으로 데이터를 전송하며 데이터를 전송하는 동안만 네트워크 자원을 사용하도록 하는 방법을 말한다. 정보 전달의 단위인 패킷은 여러 통신 지점(Node)을 연결하는 데이터 연결 상의 모든 노드들 사이에 개별적으로 경로가 제어된다. 이 방식은 통신 기간 동안 독점적인 사용을 위해 두 통신 노드 사이를 연결하는 회선 교환 방식과는 달리 짤막한 데이터 트래픽에 적합하다.

## 장점
- 네트워크 자원을 패킷 단위로 나누어 시간을 공유하므로 회선 효율성이 높다.
- 트래픽이 많으면 회선 교환망은 네트워크 부하가 감소할 때까지 요청을 차단하나, 패킷 교환망은 Store-and-Forward 방식을 사용하기 때문에 데이터가 들어오는 속도와 나가는 속도를 맞출 필요 없이 각 스테이션에 맞도록 속도를 조절할 수 있다. 이로써 전송 지연이 줄어들고 통신 안정성이 늘어난다.

## 교환 기술
하나의 파일은 패킷교환망 안에서 전송되기 위하여 작은 크기의 데이터들로 나뉜다. 개별 데이터는 발신지 주소, 목적지 주소가 추가되어 하나의 단일한 패킷이 된다. 이런 패킷들의 나열(sequence)는 차례로 목적지까지 보내지고, 목적지에서는 이런 패킷 나열을 다시 원본 파일로 재구성하는 작업이 이루어진다. 각 패킷은 개별적으로 경로가 제어(라우팅)된다.
회선 교환망(전화)에서도 회선의 경로를 찾기 위해서 마찬가지로 경로제어를 수행한다. 그러나 회선교환 네트워크에서는 일단 경로가 설정되면 데이터를 패킷으로 나누지도 않고 개별적으로 경로를 제어하지도 않는다. 그저 이전 경로를 따라 지속적이고 안정적으로 전송한다.

## 데이터그램 방식
관련된 패킷이라도 따로 전송하는 방법이다. 그러므로 패킷마다 가는 경로가 다를 수 있고, 망이 상황에 따라 달라지며, 패킷의 도착 순서가 바뀔 수 있어 순서의 재조정이 가능해야 한다. Call Setup 이 필요없지만 잘 사용되지 않는다.

#### 장점
- Call Setup 과정이 필요없어 하나 혹은 소수의 패킷만을 보낼때에 빠르고 오버헤드가 적다.
- 망 자원이 바쁠경우 다른 경로로 보내기 때문에 망 운용에 융통성이 있다. (가상 회선 방식은 혼잡해도 경로를 바꿀 수 없다)
- 망이 고장났을 때에 최적화된 경로를 찾아갈 수 있어 신뢰성이 높다.

## 가상 회선 방식
관련된 패킷을 전부 같은 경로를 통해 전송하는 방법이다. 가상 번호를 기반으로 가상 회선을 구현한다. Call Setup 이 필요하다. 가상 회선의 Call Setup 은 라우팅 테이블에 등록하는 과정이다. (회선 교환망의 Call Setup과는 다르다)

#### 장점
- 데이터를 전송하기 전에 Call Setup 이 이루어져 라우팅 테이블이 등록된다. 회선 교환망처럼 회선을 전용하지 않기 때문에 각각의 패킷에 대해 각각의 경로를 지정할 필요가 없다. 단, 데이터그램이 들어올때에는 경로를 지정해 주어야 한다.
- 보낼 데이터가 많아도 Call Setup을 한 번만 하면 되기 때문에 효율적인 전송을 할 수 있다.
- 각 노드에서 처리시간이 적게 소요된다.
- 패킷이 처음 출발한 순서대로 도착하기 때문에 오류 제어가 쉽다.

#### 단점
- Call Setup에 대한 오버헤드가 존재한다.

## 패킷의 구성
패킷은 전송하고자 하는 데이터의 한 블록(페이로드Payload) 과 주소지 정보(발신지 주소, 목적지 주소), 관리정보(헤더Header, IPv6에서와 같이 망이 패킷을 목적지까지 전달하는데 필요한) 로 구성된다. 각각의 패킷은 일정한 헤더가 필요하며 패킷은 적절한 크기로 나뉜다.

## 같이 보기
- 회선 교환